# Clavariadelphus xanthocephalus
Clavariadelphus xanthocephalus är en svampart som beskrevs av Rahm & Schild 1977. Clavariadelphus xanthocephalus ingår i släktet Clavariadelphus och familjen Clavariadelphaceae.   Inga underarter finns listade i Catalogue of Life.